# Black Funeral
Black Funeral ist eine US-amerikanische Black-Metal-Band. Andrew Jay „Akhenaten“ Harris von der Band Judas Iscariot schreibt ihr zu, zusammen mit anderen Gruppen viel für die Glaubwürdigkeit des US-Untergrundes getan zu haben.

## Bandgeschichte
Black Funeral wurde 1993 von Michael W. Ford gegründet, nachdem sich die Band Sorath aufgelöst hatte. Im selben Jahr veröffentlichte sie ihr erstes Demo Journeys into Horizons Lost, das 1994 wiederveröffentlicht wurde.
1995 erschien Black Funerals Debütalbum Vampyr – Throne of the Beast über Full Moon Productions. Im selben Jahr veröffentlichte die Band das Demo Of Spells of Darkness and Death, auf dem sich überarbeitete Titel des ersten Demos finden. Auf dem Album Empire of Blood veröffentlichte Black Funeral 1997 zum Teil Material des Debütalbums erneut: sechs Lieder waren Neuaufnahmen mit überarbeiteten Titeln und Texten sowie schlechterer Produktion.
1998 erschien das Lied Mourns a Lengthening Shadow auf der Kompilation A Tribute to Hell – Satanic Rites, die auch exklusive Titel von Mayhem, Mysticum, Diaboli, Acheron, Swordmaster und anderen beinhaltet. Black Funerals Lied wurde und wird nicht ohne die Kompilation wiederveröffentlicht. Das im selben Jahr veröffentlichte Dark-Ambient-Album Moon of Characith sollte eine Erklärung an die Black-Metal-Szene darstellen. Nach diesem Album wurde es ruhig um die Band, als Ford das Post-Industrial-Projekt Valefor gründete, mit diesem einige Alben veröffentlichte und sich 2002 einer neuen Band namens Psychonaut 75 widmete. Bevor er die Arbeit mit Black Funeral beendete, nahm er mit einem Gastmusiker das Album Belial Arisin auf, das auf Lykanthropie, Vampirismus und Dämonenverehrung basierte. Das ursprüngliche Cover, das er von Peter „PK“ Kubik (Abigor) bekam, erschien nur auf der CDR-Version, da es von europäischen Verteilern verboten wurde, bevor es gedruckt werden konnte. 2003 entschied sich Ford, Black Funeral fortzuführen, allerdings nicht live. Belial Arisin wurde mit einem neuen Cover unter dem Namen Belial Arisen durch das italienische Label Behemoth Productions veröffentlicht und ist das letzte reine Black-Metal-Album der Band; auf Az-i-Dahak übernahm Ford starke mechanische Einflüsse seiner Arbeit mit Post-Industrial-Projekten. Der Titel bezieht sich auf den Dämon Azhi Dahaka aus der persischen Mythologie.
2005 erschien das Album Ordog (vom ungarischen ördög ‚Teufel‘), zu dem Saint ov Gravediggers und der Kannibale Nico Claux Texte beisteuerten. Mit ersterem spielt Ford bei Ordo Tyrannis, mit Claux veröffentlichte er The Luciferian Tarot. Konzeptionell widmet sich das Album dem persischen Yatuk Dinoih.
2007 arbeitete Ford mit Dan von der Band Vrolok am Album Waters of Weeping, das unter auf den Qlīpōt basiert. Inhaltlich ist das Album ein dreiteiliges Ritual zur Invokation des kabbalistischen Dämons Chioa und widmet sich den zehn Sphären des qlīpōtischen Baum des Todes.
2008 stieg Marchözelös von Gräuen Pestanz bei Black Funeral ein. Beide Gruppen kündigten eine gemeinsame Split-Veröffentlichung namens Formulation of Wamphyric Shades an, die über Behemoth Productions und Black Plague Records erscheinen soll; am 18. März 2010 kündigte Gräuen Pestanz an, die Aufnahmen dafür seien fertiggestellt. Bisher ist diese Split nicht erschienen, Black Funeral veröffentlichte 2010 das nächste Studioalbum Vukolak. 2012 folgte die EP Choronzon Blood Rite.
2015 stieg Azgorh, der Sänger von Drowning the Light, ein. 2016 erschien das Album Ankou and the Death Fire.

## Stil und Hintergrund
Black Funeral befasst sich mit Vampirismus, Luziferianismus, Satanismus und der rituellen Praxis des Pfads zur Linken Hand allgemein. Fords Vorstellung des Satanismus als universell und multikulturell, entsprechend bezieht sie sich unter anderem auf die europäischen folkloristischen Vorstellungen von Vampirismus und Lykanthropie, die Kabbala und persische Mythologie.
Zu Beginn spielte die Band traditionellen Black Metal, der von Burzum, VON, Blasphemy, Hellhammer/Celtic Frost, Mayhem sowie frühen Bathory und Emperor beeinflusst war. Den Gesangsstil des Demos Journeys into Horizons Lost übernahm Ford allerdings nicht für spätere Aufnahmen. Das Debütalbum Vampyr – Throne of the Beast ist roh produziert, stilistisch simpel gehalten und beinhaltet Ambient-Passagen.
Das letzte reine Black-Metal-Album Belial Arisen erinnert noch an Darkthrone, frühe Emperor, Bathory und Mayhem mit einem Gesangsstil zwischen Burzum und Darkthrone und ist schlechter produziert als viele Aufnahmen der „zweiten Welle des Black Metal“, die späteren Veröffentlichungen weisen Industrial-Einflüsse auf. Ordog verbindet monotone Riffs mit Industrial-/Noise-Samples und nur selten wechselnden Schlagzeugrhythmen. Waters of Weeping stellt eine simpel gehaltene Verbindung eines mit Hellhammer und Thorns vergleichbaren, schweren, langsamen und kalten Klangs mit dem alten Stil von Black Funeral dar, das Schlagzeug weicht vom üblichen kleine-Trommel-große-Trommel-Becken-Muster ab und weist eine eher post-industrial-lastige und rituelle Aura auf. Der Nachfolger Vukolak orientiert sich an altem Black Metal und wurde von ihrem Label Behemoth Productions mit ihren alten Werken sowie Vlad Tepes, Mütiilation und Nåstrond verglichen.

## Diskografie
- 1993: Journeys into Horizons Lost (Demo)
- 1995: Vampyr – Throne of the Beast
- 1995: Of Spells of Darkness and Death (Demo)
- 1997: Empire of Blood
- 1998: Mourns a Lengthening Shadow auf A Tribute to Hell – Satanic Rites
- 1998: Moon of Characith
- 2002: Belial Arisin (CDR, 2003 Wiederveröffentlichung mit anderem Cover als Belial Arisen)
- 2004: Az-i-Dahak
- 2006: Ordog
- 2007: Waters of Weeping
- 2010: Vukolak
- 2012: Choronzon Blood Rite
- 2016: Ankou and the Death Fire
- 2016: Vampyr – Throne of the Beast / Journeys into Horizons Lost / Of Spells of Darkness and Death (Kompilation)
- 2017: Journeys into Horizons Lost (Kompilation)
- 2018: The Dust & Darkness
- 2019: Varulv
- 2020: Scourge of Lamashtu
- 2021: Choronzon Blood Rite & Varulv (Kompilation)
- 2021: Circle of Phantoms